# Кинси, Пэтси
Пэтси Кинси (англ. Patsy Kinsey) — государственный и политический деятель Соединённых Штатов Америки. Член Демократической партии США, в 2013 году являлась мэром Шарлотта.

## Биография
С 1990 по 1994 год Пэтси Кинси работала государственным служащим в округе Мекленберг, Северная Каролина. Затем была избрана членом Городского совета Шарлотта от Первого округа города на пять сроков подряд с 2003 года. В 2013 году Городской совет назначил Пэтси Кинси на остаток срока ушедшего в министерство транспорта США Энтони Фокса. Согласно законам штата Северная Каролина требуется, чтобы назначенный преемник на пост мэра Энтони Фокса был из той же партии, что и он. Пять членов от Демократической партии и один член от Республиканской партии США проголосовали за кандидатуру Пэтси Кинси. Два члена от Демократической партии проголосовали против кандидатуры Кинси, еще три члена Городского совета Шарлотты не проголосовали.
1 июля 2013 года Пэтси Кинси была приведена к присяге в должности мэра Шарлотта. Она отказалась от своего места в Городском совете в рамках решения стать мэром, несмотря на то, что она не будет выставлять свою кандидатуру на выборах мэра в ноябре 2013 года. В ноябре 2013 года она вновь баллотировалась в Городской совет Шарлотта от Первого округа города и победила, вернувшись в Городской совет в декабре 2013 года. Патрик Кэннон сменил ее на должности мэра. Пэтси Кинси стала второй женщиной в истории, занявшей должность мэра Шарлотта. Первой женщиной на этом посту была член Республиканской партии Сью Майрик, которая занимала эту должность с 1987 по 1991 год.
В феврале 2014 года шарлоттская газета The Charlotte Observer назвала Пэтси Кинси «Женщиной года».